# Moncucco Torinese
Moncucco Torinese, (Moncuch en piemontès) és un municipi situat al territori de la província d'Asti, a la regió del Piemont (Itàlia).
Limita amb els municipis d'Albugnano, Arignano, Berzano di San Pietro, Castelnuovo Don Bosco, Cinzano, Marentino, Mombello di Torino, Moriondo Torinese i Sciolze.
Pertanyen al municipi les frazioni de Barbaso, Borelli, Briano, Moglia, Pogliano, Rivalta, Roasine, San Giorgio, San Giuseppe i San Paolo.

## Galeria fotogràfica

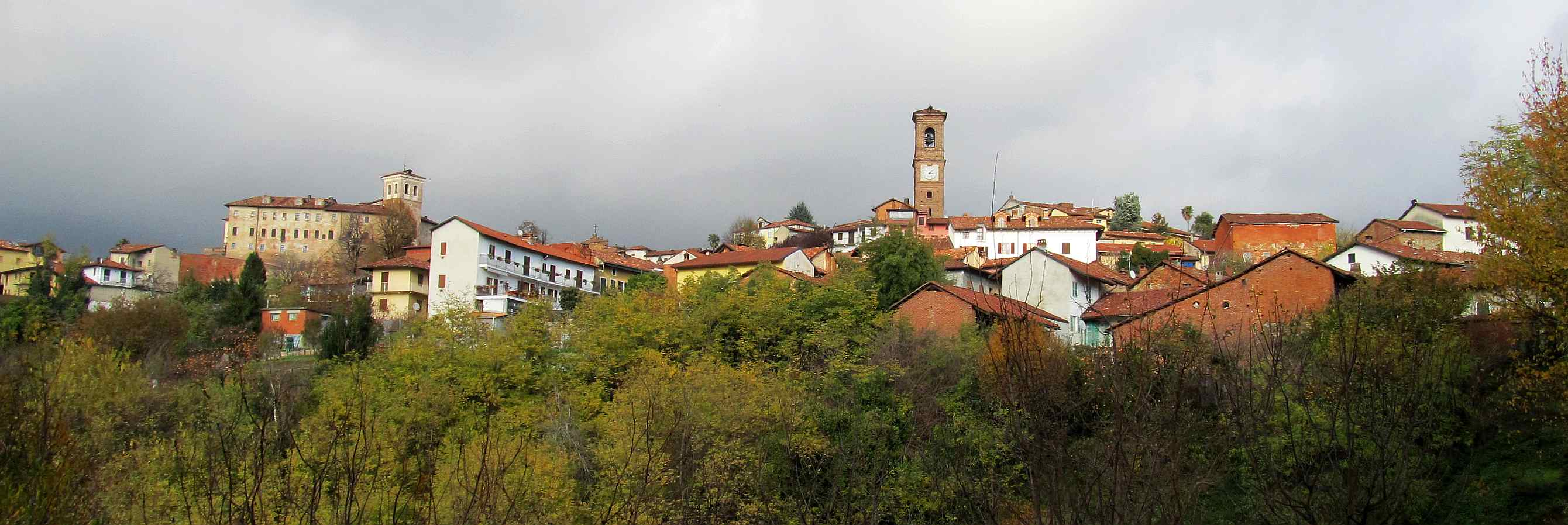
Vista del poble